# Willy Fitting
Willy Fitting (25 gennaio 1925 – 26 aprile 2017) è stato uno schermidore svizzero, vincitore di una medaglia di bronzo nella scherma ai giochi olimpici.